# John Lee (baron Lee de Trafford)
John Robert Louis Lee (né le 21 juin 1942) est un homme politique libéral démocrate britannique, qui siège comme pair à vie depuis mai 2006 .
Il est député conservateur pendant treize ans, de mai 1979 à avril 1992.

## Carrière parlementaire
Il se présente à Manchester Moss Side en octobre 1974, mais est battu par Frank Hatton du Labour. Il est député conservateur de Nelson et Colne de 1979 à 1983, puis de Pendle de juin 1983, jusqu'à ce qu'il perde son siège en avril 1992, au profit de Gordon Prentice du Labour.
Il est ministre adjoint des marchés publics de la défense de 1983 à 1986, puis de l'emploi de 1986 à 1989, ministre du tourisme de 1987 à 1989. Il est administrateur non exécutif en 1999 et membre du conseil d'administration du groupe Emerson .

## Après la politique
Il est président de l'Association of Leading Visitor Attractions, le principal organisme commercial, depuis 1990. Il est lieutenant adjoint du Grand Manchester et  Haut-shérif du Grand Manchester en 1998. Il est auparavant président du Christie NHS Foundation Trust, du musée des Sciences et de l'Industrie de Manchester et du conseil de la National Youth Agency.
Il est membre de l' Office du tourisme anglais et vice-président du North West Conciliation Committee du Race Relations Board.

## Chambre des lords
Il quitte les conservateurs en mai 2001, avant les élections, et rejoint les libéraux démocrates, et est nommé pair à vie, en tant que baron Lee de Trafford, de Bowden dans le comté de Cheshire, le 26 mai 2006. De 2007 à 2012, il est whip des libéraux démocrates à la Chambre des lords. Il démissionne en février 2012, pour protester contre le projet de loi sur la réforme de la Chambre des lords, annoncé dans le discours de la reine .
Il publie son «autobiographie financière» en décembre 2013 - Comment gagner un million - Lentement: les principes directeurs d'un investissement à vie . Il publie également son autobiographie picturale, intitulée Portfolio Man, et en 2019, il publie un guide pour les jeunes, sur l'investissement en bourse, intitulé Yummi Yoghurt, une référence à l'entreprise familiale fictive qui entre en bourse.

## Vie privée
Il vit à Richmond, au sud-ouest de Londres, et est vice-président du musée de Richmond .